# Compsocryptus fasciipennis
Compsocryptus fasciipennis är en stekelart som först beskrevs av Brulle 1846.  Compsocryptus fasciipennis ingår i släktet Compsocryptus och familjen brokparasitsteklar. Inga underarter finns listade i Catalogue of Life.